# US Open de 2000
O US Open de 2000 foi um torneio de tênis disputado nas quadras duras do USTA Billie Jean King National Tennis Center, no Flushing Meadows-Corona Park, no distrito do Queens, em Nova York, nos Estados Unidos, entre 28 de agosto e 10 de setembro. Corresponde à 33ª edição da era aberta e à 120ª de todos os tempos.

## Finais

### Profissional
| Categoria | Evento    | Campeã(s)(o/ões)                     | Vice-campeã(s)(o/ões)        | Resultado     | Chave(s)  | Chave(s)       |
| --------- | --------- | ------------------------------------ | ---------------------------- | ------------- | --------- | -------------- |
| Simples   | Masculino | Marat Safin                          | Pete Sampras                 | 6–4, 6–3, 6–3 | principal | qualificatório |
| Simples   | Feminino  | Venus Williams                       | Lindsay Davenport            | 6–4, 7–5      | principal | qualificatório |
| Duplas    | Masculino | Lleyton Hewitt Max Mirnyi            | Ellis Ferreira Rick Leach    | 6–4, 5–7, 7–6 | principal | principal      |
| Duplas    | Feminino  | Julie Halard-Decugis Ai Sugiyama     | Cara Black Elena Likhovtseva | 6–0, 1–6, 6–1 | principal | principal      |
| Duplas    | Misto     | Arantxa Sánchez Vicario Jared Palmer | Anna Kournikova Max Mirnyi   | 6–4, 6–3      | principal | principal      |

### Juvenil
| Categoria | Evento    | Campeã(s)(o/ões)                  | Vice-campeã(s)(o/ões)          | Resultado     | Chave(s)  | Chave(s)       |
| --------- | --------- | --------------------------------- | ------------------------------ | ------------- | --------- | -------------- |
| Simples   | Masculino | Andy Roddick                      | Robby Ginepri                  | 6–1, 6–3      | principal | qualificatório |
| Simples   | Feminino  | María Emilia Salerni              | Tatiana Perebiynis             | 6–3, 6–4      | principal | qualificatório |
| Duplas    | Masculino | Lee Childs James Nelson           | Tres Davis Robby Ginepri       | 6–2, 6–4      | principal | principal      |
| Duplas    | Feminino  | Gisela Dulko María Emilia Salerni | Anikó Kapros Christina Wheeler | 3–6, 6–2, 6–2 | principal | principal      |